# Byzantijns-Arabische oorlogen

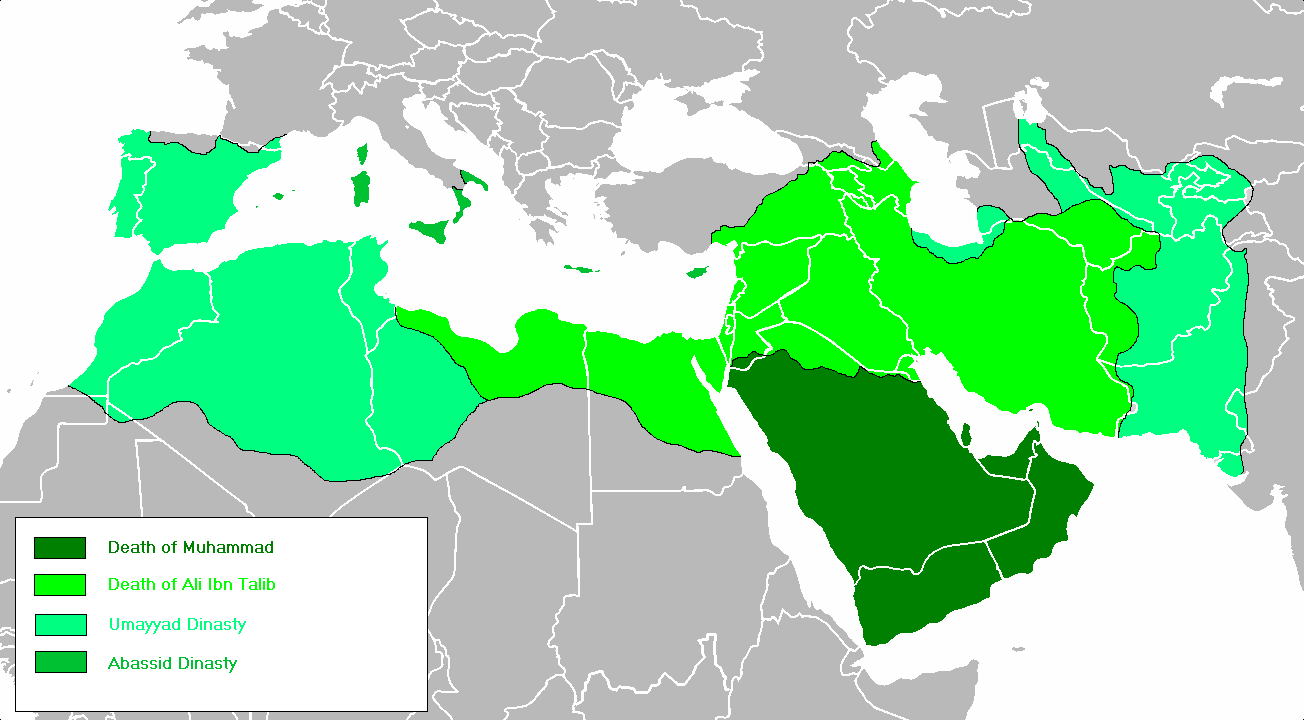
De maximale omvang van de Arabische Rijken onder Mohammed, de Rechtgeleide Kaliefen, de Omajjaden en de Abbasiden.

De Byzantijnse-Arabische oorlogen vonden plaats tussen Byzantijnse legers en oprukkende Arabische legers beginnend in de 7e eeuw, eindigend in de 11e eeuw. De oorlogen waren een gevolg van de opkomst en uitbreiding van de islam vanaf de 7e eeuw en bleven zich voordoen tot de Arabieren zelf verslagen werden door Turkse volkeren zoals de Seltsjoeken. De Turkse Ottomanen versloegen het Byzantijnse Rijk definitief in 1453.
Het gemak waarmee de Arabieren de gebieden in de Levant en Egypte veroverden, kan deels verklaard worden door de steun die zij kregen van de christelijke monofysieten. De monofysieten waren door Byzantium tot ketters verklaard en werden vervolgd en onderdrukt. De monofysietische bevolking van het Midden-Oosten verwelkomde de Arabische legers daarom als 'bevrijders' van het Byzantijnse juk.
Als we spreken over het Arabische Rijk, dan spreken we over het kalifaat van de Rashidun die hun basis hadden op het Arabisch Schiereiland, het kalifaat van de Omajjaden met als hoofdstad Damascus in het huidige Syrië en het kalifaat van de Abbasiden met als hoofdstad Bagdad in het huidige Irak. Vooral door de Turkse invallen van de 11e eeuw kwam er een einde aan het Arabische rijk.

## Wat voorafging
De Romeins-Perzische oorlogen hadden zowel het Oost-Romeinse Rijk verzwakt als de val van het Sassanidische Rijk teweeggebracht. De veroveringen van de Arabieren op het Byzantijnse Rijk begonnen met aanvallen op de vazalstaten zoals de Ghassaniden en de Lakhmiden van Al-Hirah. Vervolgens werd de hele Levant onder de voet gelopen en veroverd.

### Tijdens het leven van Mohammed(623-632)
- Slag bij Mu'tah (629)
- Expeditie van Usama bin Zayd (632)

### Verovering van Perzië(633-651)
- Slag bij Firaz (634)

### Verovering van Levant(634-638)
- Slag bij Dathin (634)
- Slag bij Marj Rahit (634)
- Slag bij al-Qaryatayn (634)
- Slag bij Bosra (634)
- Slag bij Ajnadayn (634)
- Slag bij Yaqusa (634)
- Slag bij Marj al-Saffar (634)
- Belegering van Damascus (634)
- Slag bij Maraj-al-Debaj (634)
- Slag bij Fahl (635)
- Belegering van Emesa (635-636)
- Slag bij de Jarmuk (636)
- Belegering van Laodicea (636)
- Beleg van Jeruzalem (637)
- Slag bij Hazir (637)
- Beleg van Aleppo (637)
- Slag om de IJzeren Brug (637)
- Belegering van Germanicia (638)

### Verovering van Anatolië & Constantinopel (634-740)
- Beleg van Constantinopel (674-678)
  - Slag bij Syllaeum
- Slag bij Sebastopolis (692)
- Beleg van Tyana (707-708 of 708-709)
- Beleg van Constantinopel (717-718)
- Belegering van Nicaea (727)
- Slag bij Akroinon (740)

### Verovering van Egypte(639-646)
- Slag bij Heliopolis (640)
- Belegering van het fort van Babylon (640)
- Belegering van Alexandrië (641)
- Slag bij Nikiou (646)

### Verovering van Armenië(642-653)
In 653 wordt het emiraat Armenië gesticht, ook wel al-Arminiya genoemd.

### Verovering van Maghreb(647-709)
- Slag bij Sufetula (647)
- Slag bij Vescera (682)
- Slag bij Mamma (688)
- Slag bij Carthago (698)

### Verovering van Cyprus (654-688)
- Herovering van Cyprus (965)

### Zeeslagen
- Slag van de Masten (655)
- Slag bij Keramaia (746)
- Slag bij Thasos (829)
- Beleg van Damietta (853)
- Belegering van Ragusa (866-868)
- Slag bij Kardia (872 of 873)
- Slag bij de Golf van Corinth (873)
- Slag bij Cephalonia (880)
- Belegering van Euripos (883)
- Plundering van Thessalonica (904)

### Grensconflicten
- Belegering van Kamacha (766)
- Abbasidische invasie van Klein-Azië (782)
- Slag bij Kopidnadon (788)
- Slag bij Krasos (804)
- Abbasidische invasie van Klein-Azië (806)
- Slag bij Anzen (838)
- Plundering van Amorium (838)
- Slag bij Mauropotamos (844)
- Inname van Faruriyyah (862)
- Slag bij Lalakaon (863)
- Slag bij Bathys Ryax (872 of 878)

### Byzantijnse herovering
- Slag bij Marash (953)
- Slag bij Raban (958)
- Slag bij Andrassos (960)
- Belegering van Chandax (960-961)
- Plundering van Aleppo (962)
- Byzantijnse verovering van Cilicië (964-965)
- Belegering van Antiochië (968-969)
- Slag bij Alexandretta (971)
- Syrische campagne van John Tzimiskes (974-975)
- Slag bij de Orontes (994)
- Belegering van Aleppo (994-995)
- Slag bij Apamea (998)
- Slag bij Azaz (1030)

## Byzantijns-Abbasidische oorlogen (750-1055)

### Poging het emiraat Kreta te heroveren (900-912)
- Himerios (admiraal)

### OnderNikephoros II Phokas
- Herovering van Tarsus (965)

### OnderJohannes I Tzimiskes
- Herovering van een deel van Mesopotamië (972)

## Ontwikkelingen in de 10e en 11e eeuw
Tijdens de 10e eeuw veranderden de machtsposities in het Kalifaat van de Abbasiden. In 945 veroverden de Buyiden (Iran) de hoofdstad Bagdad en in 969 veroverden de Fatimiden (Noord-Afrika) eerst Egypte en vervolgens in ijltempo heel Palestina en Syrië.
In Centraal-Azië ontstond er nieuwe mogendheid onder impuls van de Kyptsjaken die een machtige confederatie oprichtten waarin ze de meeste Turkse stammen verenigden. De Seltsjoeken bereikten Byzantium over de Kaspische Zee en een andere stam, de Koemanen, trokken over land, ten noorden van de Kaspische zee, naar Byzantium . Vanaf 1055 spreken we niet meer over Byzantijns-Arabische oorlogen, maar over Byzantijns-Turkse oorlogen.
De Abbasiden kaliefen werden marionettenkoningen.
Niettegenstaande Basileios II Boulgaroktonos het Byzantijns Rijk weer op de kaart zette, zou hij nooit een vuist kunnen maken. Dertig jaar later hield de Macedonische dynastie op te bestaan (1056).